# Santa Maria Maggiore (gemeente)
Santa Maria Maggiore is een gemeente in de Italiaanse provincie Verbano-Cusio-Ossola (regio Piëmont) en telt 1236 inwoners (31-12-2004). De oppervlakte bedraagt 53,2 km², de bevolkingsdichtheid is 23 inwoners per km².

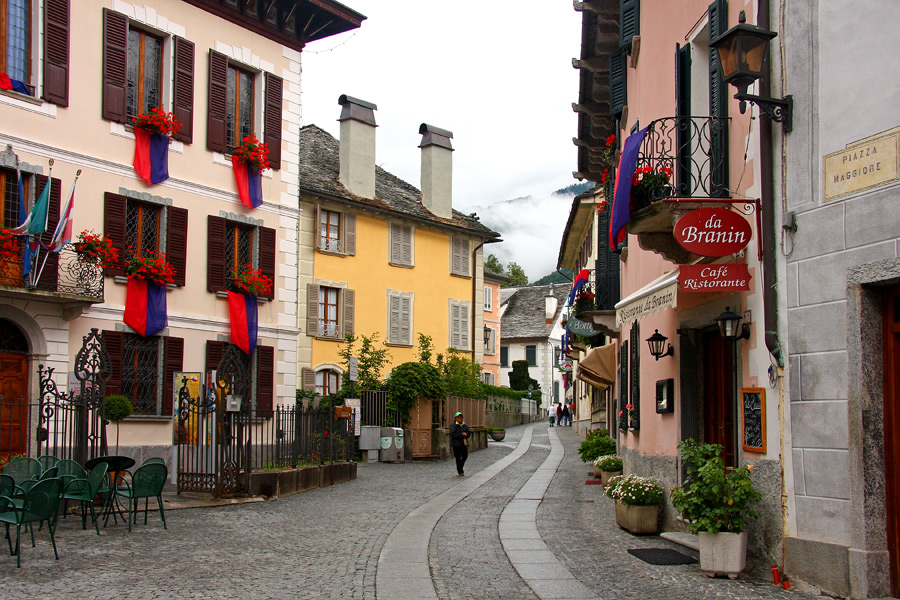
Centrum van Santa Maria Maggiore
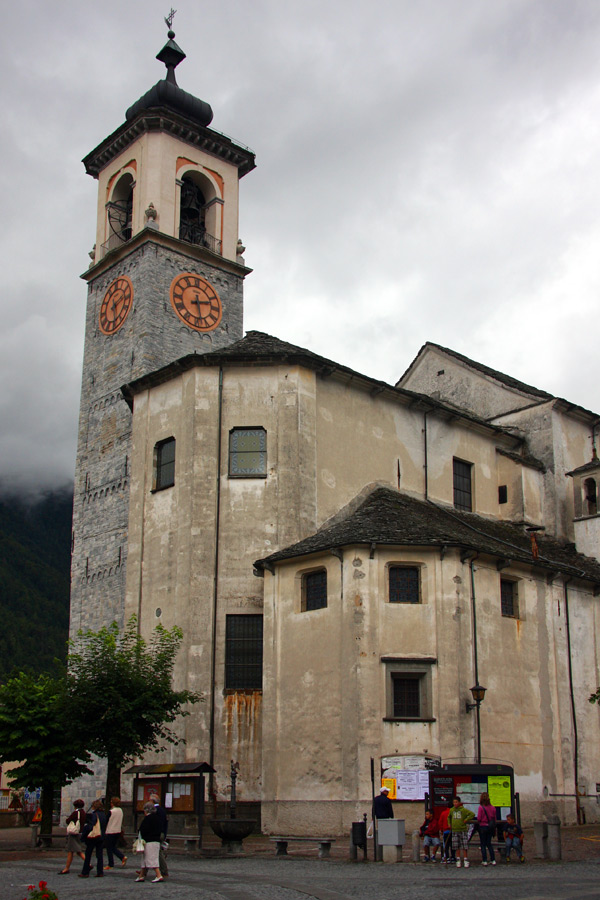
Parochiekerk van Santa Maria Maggiore
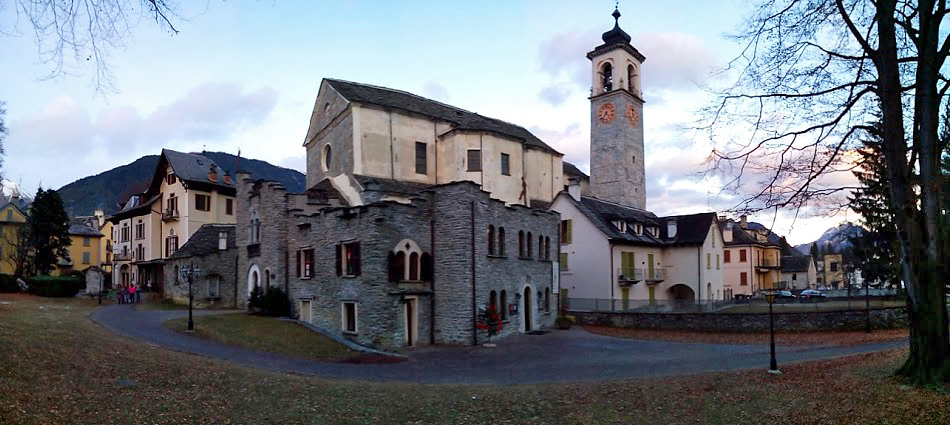
Santa Maria Maggiore

## Demografie
Santa Maria Maggiore telt ongeveer 563 huishoudens. Het aantal inwoners daalde in de periode 1991-2001 met 3,9% volgens cijfers uit de tienjaarlijkse volkstellingen van ISTAT.
| Jaar | Inwoneraantal |
| ---- | ------------- |
| 1991 | 1256          |
| 2001 | 1207          |

## Geografie
De gemeente ligt tussen 790 en 2616 m boven zeeniveau. De Stad Santa Maria Maggiore ligt op ongeveer 800 m boven zeeniveau.
Santa Maria Maggiore grenst aan de volgende gemeenten: Craveggia, Druogno, Malesco, Masera, Montecrestese, Toceno, Trontano.

## Geboren
- Johann Maria Farina (1685), parfumeur en uitvinder